# Lope de Aguirre
Lope de Aguirre, apodado el Loco Pinto, el Tirano o el Peregrino (Araotz, Oñate, 8 de noviembre de 1510 - Barquisimeto, 27 de octubre de 1561), fue un explorador español y conquistador de Sudamérica que protagonizó un episodio de crueles asesinatos selectivos para erigirse en líder de una expedición en la búsqueda de El Dorado y, a su vez, acaudilló una rebelión contra la monarquía española, circunstancia por la que fue asesinado en Barquisimeto, en territorio de la actual Venezuela.

## Biografía
Según algunas fuentes, Lope de Aguirre nació entre 1511 y 1515 en el Valle de Araoz, parte del Señorío de Oñate, entonces perteneciente al Reino de Castilla. Araoz pertenece actualmente al municipio de Oñate, en la provincia de Guipúzcoa (País Vasco).
Según el cronista del siglo XVI Ibargüen-Cachopín, Pedro de Aguirre había nacido en el valle de Aramayona, en Álava:

"Uno deste apellido de Aguirre, llamado Pedro de Aguirre, que fue vecino del valle de Aramayona, en tienpo del emperador Carlo quinto nuestro señor de gloriosa memoria, se levantó con una parte de la India, porque deseando venir de allá a su tierra de acá porque estava muy rico y valido, aunque pidió licencia para ello dibersas veces, no se la quisieron dar, por lo cual se amotinó y, juntándose con algunos de su cuadrilla y allegados, se apoderó de una gran parte de la tierra, de tal suerte que se llamava rey. Y a cavo de poco tienpo, no le suçedieron las cosas conforme su voluntad deseaba, fue preso juntamente con una hija suya, a la cual él mató con una daga, diçiéndola que más valía que muriese siendo hija de rey y que no que la llamasen después hija de traidor. Este Pedro de Aguirre, como digo, fue vecino e natural del valle de Aramayona, de la antes iglesia de Sant Estevan de Urívarri, y como su padre tuviese otros hijos en quien dejó su casería y açienda, le puso a este moço a çer çapatero en la çiudad de Vitoria, donde forçó una donçella, por lo cual fue condenado a pena de horca y açer cuartos. [fol.16r.] Y haciéndose diligençias defensibas sobre ello, y habiendo contentado a la parte, se tuvo horden e modo como el carçelero se descuidase, y con esto el moço huyó e pasó en Indias, donde se casó y enriqueció. E por su sobervia le suçedió lo que abéis oido, donde pagó con la vida lo que escusó en Vitoria. Éste tomó el apellido de Aguirre sólo porque él se crio en la casa de Aguirre de Urívarri de Aramayona, e no por que fuese deçendiente de ninguna casa de Aguirre, porque su madre, después de muerto su padre, fue y se casó segunda vez a esta casa de Aguirre con Estívaliz de Aguirre, dueño desta casa, siendo ella primero casada en el barrio de Saola en la anteiglesia de San Joan de Ascoaga. Y este Pedro de Aguirre, porque la casa de su dependençia donde naçió y la casa de Aguirre donde se crio, por ser anbas a dos deudoras y tributarias al señor de Aramayona, por esto allá en las Indias sienpre dixo e publicó que hera natural vizcaíno e dependiente legítimo de la casa y solar de Aguirre del lugar de Gabiria del prinçipado de Areria, siendo al contrario la berdad, por pasar el cuento deste caso como está referido."
Ibargüen-Cachopín, crónica del siglo XVI

### Guerras civiles del Perú
Cuando Francisco Pizarro volvió de Perú con las noticias de los fabulosos tesoros, Aguirre, entonces de 21 años, se encontraba en Sevilla. Las noticias de las grandes cantidades de oro lo animaron a alistarse en una expedición de 250 hombres, bajo el mando de Rodrigo Buran. Llegó a Perú hacia 1536 o 1537, y pronto fue conocido por su violencia, crueldad y tendencias sediciosas. Se enroló junto con Cristóbal Vaca de Castro y en 1538 participó, entre otras, en la Batalla de las Salinas.
En 1544, estaba del lado del primer virrey del Perú, Blasco Núñez Vela, que llegó de España con órdenes de implantar las Leyes Nuevas, acabar con las encomiendas y liberar a los nativos. A los conquistadores que ya estaban en Perú no les gustaron estas leyes, que les prohibían explotar a los indios. Esto llevó a que Gonzalo Pizarro y Francisco de Carvajal organizaran un ejército con la intención de suprimir estas leyes y derrotaron a Núñez en 1544. Lope de Aguirre, sin embargo, tomó parte en el complot de Melchor Verdugo para liberar al virrey y así se enfrentó a Gonzalo Pizarro. Después de que este intento fracasara, escapó de Lima a Cajamarca y comenzó a reclutar hombres para ayudar al virrey. Mientras tanto, el virrey había huido por mar a Tumbes y había formado un pequeño ejército, pensando en que todo el país se levantaría en favor del poder real. La resistencia del virrey a Gonzalo Pizarro y su ayudante Francisco de Carvajal, conocido como El Demonio de los Andes, duró dos años. Finalmente, fue derrotado en Iñaquito el 18 de enero de 1546.
Melchor Verdugo y Lope de Aguirre huyeron a Nicaragua embarcando en Trujillo con 33 hombres. Melchor Verdugo le había otorgado el rango de capitán a Rodrigo de Esquivel y Nuño de Guzmán; sargento mayor a Lope de Aguirre, y contador al clérigo Alonso de Henao. Henao participaría posteriormente en la expedición de Pedro de Ursúa al territorio Omagua en búsqueda del fabuloso El Dorado.
En 1551, Lope de Aguirre volvió a Potosí (entonces parte de Virreinato del Perú). El juez Francisco de Esquivel lo arrestó, acusándolo de haber infringido las leyes de protección de los indios. El juez no tuvo en cuenta las razones de Aguirre y su defensa, que argumentaba que era hidalgo de buena familia, y fue sentenciado a ser azotado públicamente. Con su orgullo herido, Aguirre esperó hasta el final del mandato del juez. Temeroso de la venganza de Aguirre, el juez se escondía y cambiaba de residencia constantemente. Aguirre lo persiguió a Quito y después, de vuelta, a Cuzco. Cuenta la leyenda que Aguirre persiguió a Esquivel a pie durante tres años y cuatro meses, durante los que recorrió unos 6000 km. Finalmente, Aguirre consumó su venganza en la biblioteca de la mansión del magistrado en Cuzco. Aguirre fue condenado a muerte por este asesinato; sin embargo, huye y logra refugiarse en Tucumán. Fue perdonado en 1554 por Alonso de Alvarado, que reclutaba tropas para combatir al encomendero rebelde Francisco Hernández Girón. Participó en la batalla de Chuquinga resultando gravemente herido en el pie derecho, lo que le provocó una cojera permanente, y sus manos resultaron quemadas al disparar un arcabuz defectuoso.

### El viaje de losmarañonesa la conquista deEl Dorado
En 1560, poco antes de ser relevado en el cargo, el virrey Andrés Hurtado de Mendoza organizó una expedición para la conquista del mítico El Dorado en el territorio de los omaguas. Pensaba que era la forma de alejar del Perú a los numerosos soldados y mercenarios que, pobres y/o resentidos tras las recién acabadas guerras civiles, pudieran causar nuevamente problemas o alterar el orden ahora vigente. Suponía el virrey que las expectativas de pronta riqueza animarían a muchos de ellos a alistarse en la empresa.

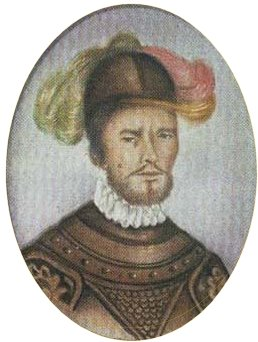
Pedro de Ursúa (en una miniatura del).

Al mando del veterano Pedro de Ursúa, el 26 de septiembre de 1560 partieron los expedicionarios navegando por el río Huallaga y a continuación por el Amazonas, también llamado Marañón en aquella época (por lo que adoptaron el sobrenombre de marañones). Eran algo más de 300 españoles, algunas decenas de esclavos negros y unos 500 sirvientes indios, embarcados en dos bergantines, dos barcazas chatas y unas cuantas balsas y canoas. Entre ellos figuraban Lope de Aguirre y su joven hija mestiza, llamada Elvira. Ursúa dio pábulo a la desconfianza porque solo pensaba en su amante mestiza, Inés de Atienza.
Un año más tarde, Aguirre participó en el derrocamiento y asesinato de Ursúa y de su amante, y poco después de su sucesor, Fernando de Guzmán, al que posteriormente sucedería Aguirre. Aguirre y sus hombres alcanzaron el océano Atlántico, causando estragos entre las poblaciones nativas a su paso. El 23 de marzo de 1561, Aguirre instó a 186 capitanes y soldados a firmar una declaración de guerra al Imperio español que lo proclamaba príncipe del Perú, Tierra Firme y Chile. Le mandó una carta a Felipe II explicándole sus planes de libertad y autogobierno firmada con el sobrenombre de el Traidor.
Con respecto al itinerario que siguieron hasta alcanzar el océano, hubo dos posturas en la historiografía hasta principios del siglo XX: los que creían que la navegación transcurrió a lo largo del río Amazonas, y tras llegar al mar por su desembocadura, siguieron la costa hasta llegar a la isla Margarita y, por otra parte, los que sostenían que después de surcar el curso alto del Amazonas, se habían introducido en el río Negro, desde donde habrían proseguido por el río Casiquiare, que forma un sistema hidrológico singular ya que se conecta con el río Orinoco y habrían llegado al mar por este río, y desde allí a la isla Margarita. Desde la tesis de 1927 de Emiliano Jos, sin embargo, se considera que únicamente fue posible la singladura por el Amazonas. La postura alternativa, según este autor, se apoyó en una mala interpretación de las indicaciones de los cronistas al informar de una desviación por un brazo izquierdo del río. En lugar de interpretar este dato como una navegación por la parte izquierda de una de las muchas islas que hay en el Amazonas, cuando hasta entonces habían navegado cerca de la orilla derecha, algunos interpretaron que la expedición había entrado en uno de los afluentes del lado izquierdo. Otros supuestos argumentos eran la posibilidad de que el río Marañón en realidad fuese identificado con el Orinoco y la presencia de unos indios denominados «aruaquinas», que se creía que vivían en torno a los ríos Negro u Orinoco. Sin embargo, sobre el nombre de Marañón hay que señalar que si bien es de origen dudoso y aplicado a diferentes ríos, era habitual al referirse al Amazonas o a uno de sus afluentes. Además los cronistas señalan que en el encuentro con los aruaquinas hallaron restos de una espada y otros objetos de hierro que seguramente procedían de una expedición anterior, la de Francisco de Orellana por el Amazonas. A esto se añade que la coincidencia del fenómeno de la marea observado por los cronistas cuando llegaron al pueblo de los aruaquinas solo se da en el curso bajo del Amazonas. Otras consideraciones que imposibilitan el itinerario por los ríos Negro, Casiquiare y Orinoco son la continua alusión de los cronistas a la navegación en el sentido de la corriente y la ausencia de indicaciones sobre la presencia de raudales y complicados obstáculos que hay en dichos ríos que hubieran supuesto grandes trabajos para superarlos. También se citan en apoyo del itinerario por el Amazonas la ausencia de alusiones al diferente y muy llamativo color del río Negro que hubiera habido en caso de haber entrado por él, el dato dado por un cronista de que la desembocadura del río estaba a 1,5 grados de la línea del Ecuador, así como la indicación de que el trayecto entre la llegada al mar hasta la isla Margarita duró 17 días, lo que en el caso de haber tenido lugar en la desembocadura del Orinoco habría sido mucho menor.
En julio de 1561, Aguirre tomó la isla de Margarita, donde hizo saber a sus habitantes que portaba un cuantioso tesoro de los incas y aquellos, incluyendo el gobernador don Juan Villadrando, codiciosos, cayeron en el engaño. Aguirre hizo presos al gobernador y a miembros del Cabildo. Después se apoderó a sangre y fuego de La Asunción y pueblos vecinos. Enteradas las autoridades de tierra firme, enviaron a Francisco Fajardo a combatirlo. Antes de abandonar Margarita mató a garrote al gobernador y a 50 vecinos. Escribió una nueva carta al rey español insultándolo; esta vez firmó como El Peregrino y el Príncipe de la Libertad.
El 29 de agosto de 1561, abandonó la isla de Margarita con rumbo a Borburata, en tierra firme, donde su abierta rebelión contra la monarquía española cambió de curso. Borburata fue víctima también del saqueo de Aguirre y sus “marañones”. En su intento de tomar Venezuela, ocupó Nueva Valencia del Rey, provocando la huida de los vecinos llenos de pánico a los montes mientras que otros se refugiaron en las islas del lago Tacarigua. El conquistador Juan Rodríguez Suárez le sale al encuentro con cuatro soldados más para emboscarlos y terminar con los insurrectos, pero los indios que le seguían los pasos los cercan y después de tres días de lucha, dan muerte a Rodríguez Suárez y a sus acompañantes. Atravesando la serranía de Nirgua, Aguirre cayó sobre Barquisimeto. Alertadas por Pedro Alonso Galeas, un desertor de la expedición, tropas españolas acantonadas en Mérida, Trujillo y El Tocuyo bajo el mando del maestre de campo Diego García de Paredes y Hernando Cerrada Marín se dirigen a Barquisimeto para detenerlo y ajusticiarlo. Aguirre desesperadamente llegó a matar a puñaladas a su propia hija, Elvira, hecho que justificó diciendo: "Porque alguien a quien quiero tanto no debería llegar a acostarse con personas ruines". También asesinó a varios de sus seguidores que intentaron capturarlo.
Finalmente, el 26 de octubre de 1561 dos de los marañones lo apuntaron con sus arcabuces; uno de ellos disparó, pero solo consiguió rozarlo, causando la mofa de Aguirre. El otro marañón sí acertó, matándolo en el acto. Saltó luego sobre él un soldado, llamado Custodio Hernández, y por orden de García de Paredes le cortó la cabeza, y sacándola de los cabellos, que los tenía largos, se fue con ella a ofrecerla al maestre de campo, pretendiendo ganar indulgencias con él. Su cuerpo fue descuartizado y sus restos fueron comidos por los perros con la excepción de su cabeza, que fue enjaulada y expuesta como escarmiento en El Tocuyo; sus manos mutiladas fueron llevadas a Trujillo y Valencia. En un juicio  de residencia post mortem realizado en El Tocuyo fue declarado culpable del delito de lesa majestad. En Mérida y El Tocuyo varios de sus marañones fueron llevados a juicio, declarados culpables de los crímenes cometidos y sentenciados a muerte por descuartizamiento.